# HMS Beagle
O HMS Beagle foi um brigue-escuna de 10 canhões da classe Cherokee da Marinha Real Britânica, um dos mais de 100 navios desta classe. O navio, construído a um custo de £7 803, foi lançado em 11 de maio de 1820 no Estaleiro de Woolwich no Rio Tâmisa. Relatos posteriores afirmam que o navio participou das celebrações da coroação do rei Jorge IV do Reino Unido, passando sob a antiga Ponte de Londres, e foi o primeiro navio de guerra equipado a navegar rio acima da ponte. Não havia necessidade imediata para o Beagle, então ele ficou "em reserva", ancorado, mas sem mastros ou cordame. Posteriormente, foi adaptado como um barca de pesquisa e participou de três expedições de levantamento.
A segunda viagem do HMS Beagle é notável por ter transportado o naturalista recém-formado Charles Darwin ao redor do mundo. Enquanto o trabalho de levantamento era realizado, Darwin viajava e pesquisava geologia, história natural e etnologia em terra. Ele ganhou fama ao publicar seu diário de bordo, mais conhecido como A Viagem do Beagle, e suas descobertas desempenharam um papel fundamental na formação de suas teorias científicas sobre evolução e seleção natural.

## Projeto e construção
A classe Cherokee de 10 de brigue-escunas de 10 canhões foi projetada por Sir Henry Peake em 1807, e eventualmente mais de 100 foram construídos. Os desenhos de trabalho para o HMS Beagle e o HMS Barracouta foram entregues ao Estaleiro de Woolwich em 16 de fevereiro de 1817, e alterados com tinta colorida em 16 de julho de 1817 com modificações para aumentar a altura das amuradas (os lados do navio estendidos acima do convés principal) em uma quantidade variando de 6 polegadas (15 cm) na proa a 4 polegadas (10 cm) na popa. A quilha do Beagle foi colocada em junho de 1818, a construção custou £7.803, e o navio foi lançado em 11 de maio de 1820.
A primeira tarefa relatada do navio foi participar das celebrações da coroação do rei Jorge IV do Reino Unido; em seu Diário de 1846, John Lort Stokes disse que o navio foi levado pelo Rio Tâmisa para saudar a coroação, passando pela antiga Ponte de Londres, e foi o primeiro navio de guerra equipado a navegar rio acima da ponte.

## Primeira viagem (1826–1830)
O capitão Pringle Stokes foi nomeado comandante do Beagle em 7 de setembro de 1825, e o navio foi alocado à seção de levantamento do Serviço Hidrográfico. Em 27 de setembro de 1825, o Beagle atracou em Woolwich para ser reparado e equipado para suas novas funções. Seus canhões foram reduzidos de dez para seis, e um mastro de mezena foi adicionado para melhorar sua manobra, transformando-o de um brigue em um bark (ou barca).
O Beagle partiu de Plymouth em 22 de maio de 1826 em sua primeira viagem, sob o comando do capitão Stokes. A missão era acompanhar o navio maior HMS Adventure (380 toneladas) em um levantamento hidrográfico da Patagônia e da Terra do Fogo, sob o comando geral do capitão australiano Phillip Parker King, comandante e pesquisador.
Em 3 de março de 1827, no Canal Barbara, o Beagle encontrou um barco com sobreviventes do navio baleeiro Prince of Saxe Coburg, que havia naufragado no Canal Cockburn em 16 de dezembro de 1826. Stokes enviou dois barcos para resgatar os outros sobreviventes que estavam acampados lá.
Diante da parte mais difícil do levantamento nas águas desoladas da Terra do Fogo, o capitão Stokes caiu em uma depressão profunda. No Porto Famine no Estreito de Magalhães, ele trancou-se em sua cabine por 14 dias, e depois de ficar superexcitado e falar em se preparar para a próxima viagem, atirou em si mesmo em 2 de agosto de 1828. Após quatro dias de delírio, Stokes recuperou-se levemente, mas então sua condição piorou e ele morreu em 12 de agosto de 1828. O capitão Parker King então substituiu Stokes pelo primeiro-tenente do Beagle, o tenente William George Skyring, como comandante, e ambos os navios zarparam para Montevidéu. Em 13 de outubro, King navegou com o Adventure para Rio de Janeiro para reformas e provisões. Durante esse trabalho, o almirante Sir Robert Otway, comandante-chefe da estação sul-americana, chegou a bordo do HMS Ganges e anunciou sua decisão de que o Beagle também seria levado a Montevidéu para reparos, e que ele pretendia substituir Skyring. Quando o Beagle chegou, Otway colocou o navio sob o comando de seu ajudante, o tenente Robert FitzRoy.
O aristocrata de 23 anos FitzRoy provou ser um comandante capaz e um pesquisador meticuloso. Em um incidente, um grupo de fueguinos roubou um barco do navio, e FitzRoy levou suas famílias a bordo como reféns. Eventualmente, ele manteve dois homens, uma garota e um menino, que recebeu o nome de Jemmy Button, e esses quatro nativos fueguinos foram levados de volta com eles quando o Beagle retornou à Inglaterra em 14 de outubro de 1830. Durante sua breve estada na Inglaterra, Boat Memory, o mais promissor dos quatro, morreu de varíola.
Durante esse levantamento, o Canal Beagle foi identificado e nomeado em homenagem ao navio.
O livro de registro da primeira viagem, escrito à mão pelo capitão FitzRoy, foi adquirido em leilão na Sotheby's pelo Museo Naval de la Nación (sob a administração da Marinha Argentina) localizado em Tigre, Província de Buenos Aires, Argentina, onde agora está preservado.

## Segunda viagem (1831–1836)

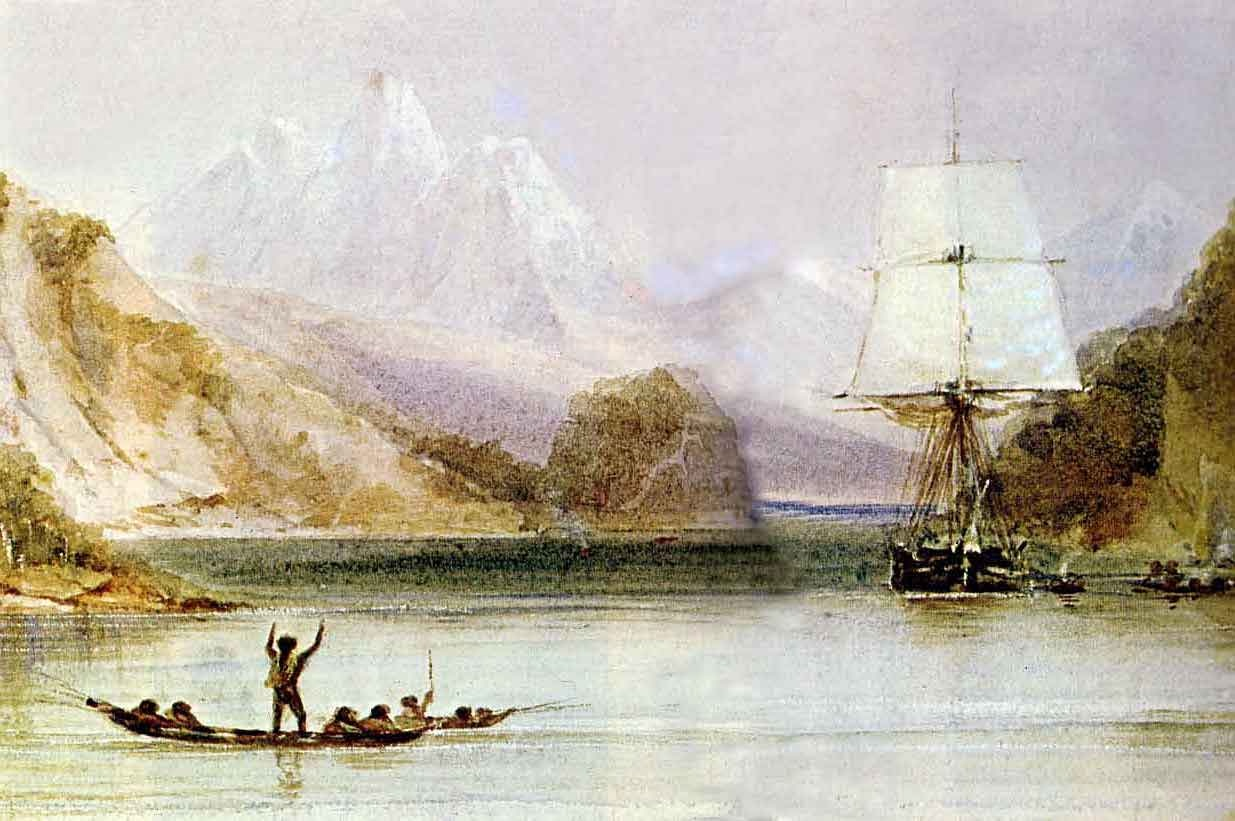
Beagle sendo saudado por nativos fueguinos durante o levantamento da Terra do Fogo, pintado por Conrad Martens, que se tornou o artista do navio em 1833

FitzRoy tinha recebido razão para esperar que o Levantamento da América do Sul seria continuado sob seu comando, mas quando os Lordes do Almirantado pareceram abandonar o plano, ele fez arranjos alternativos para devolver os fueguinos. Um tio bondoso soube disso e contatou o Almirantado. Pouco depois, FitzRoy soube que seria nomeado comandante do HMS Chanticleer para ir à Terra do Fogo, mas devido à sua condição precária, o Beagle foi substituído para a viagem. FitzRoy foi renomeado como comandante em 27 de junho de 1831, e o Beagle foi comissionado em 4 de julho de 1831 sob seu comando, com os tenentes John Clements Wickham e Bartholomew James Sulivan.

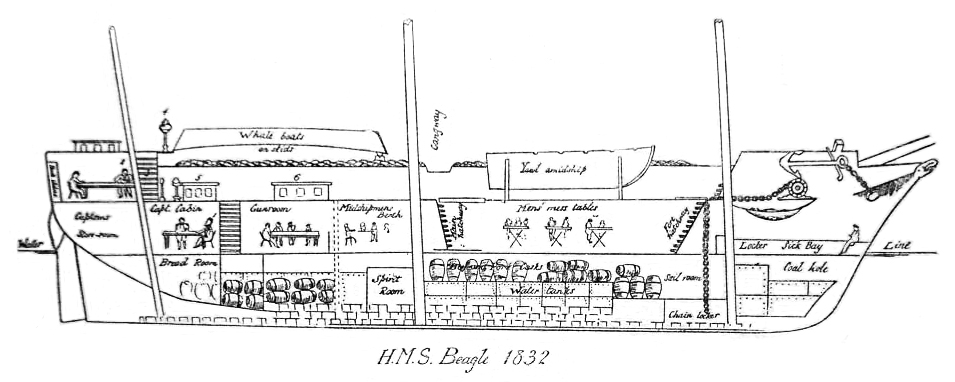
Seção longitudinal do HMS Beagle em 1832

O Beagle foi imediatamente levado para doca em Devonport para uma extensa reconstrução e reequipamento. Como precisava de um novo convés, FitzRoy fez com que o convés superior fosse elevado consideravelmente, em Predefinição:Convert/pol na popa e Predefinição:Convert/pol na proa. Os navios da classe Cherokee tinham a reputação de serem brigues "caixão", que manobravam mal e eram propensos a afundar. Além de aumentar a altura interna, o convés elevado tornou o Beagle menos suscetível a ficar pesado e possivelmente capotar em mau tempo, reduzindo o volume de água que poderia se acumular no topo do convés superior, preso a bordo pelas amuras. O revestimento adicional adicionado ao casco acrescentou cerca de sete toneladas ao seu arqueamento e talvez quinze ao seu deslocamento.
O navio foi um dos primeiros a ser equipado com o condutor de raios inventado por William Snow Harris. FitzRoy não poupou despesas em seu equipamento, que incluía 22 cronômetros, e cinco exemplares do Simpiesômetro, um tipo de barômetro sem mercúrio patenteado por Alexander Adie que era favorecido por FitzRoy por fornecer as leituras precisas exigidas pelo Almirantado. Para reduzir a interferência magnética nos instrumentos de navegação, FitzRoy propôs substituir os canhões de ferro por canhões de bronze, mas o Almirantado recusou esse pedido. (Quando o navio chegou a Rio de Janeiro em abril de 1832, ele usou seus próprios fundos para substituições: o navio agora tinha um "canhão de barca de seis libras" em uma plataforma giratória no castelo de proa, dois canhões de bronze de seis libras antes do mastro principal, e atrás dele mais quatro canhões de bronze; dois deles eram de nove libras, e os outros dois de seis libras.)
FitzRoy havia percebido a necessidade de aconselhamento especializado em geologia durante a primeira viagem e decidira que, em uma expedição semelhante, ele "se esforçaria para levar uma pessoa qualificada para examinar a terra; enquanto os oficiais e eu atenderíamos à hidrografia". O comando naquela era podia envolver estresse e solidão, como mostrado pelo suicídio do capitão Stokes, e o próprio tio de FitzRoy, Visconde Castlereagh, havia cometido suicídio sob estresse de excesso de trabalho. Suas tentativas de levar um amigo com ele falharam, e ele pediu a seu amigo e superior, o capitão Francis Beaufort, que procurasse um naturalista cavalheiro como passageiro autofinanciado que lhe faria companhia durante a viagem. Uma sequência de consultas levou a Charles Darwin, um jovem cavalheiro a caminho de se tornar um clérigo rural, a se juntar à viagem. FitzRoy foi influenciado pela fisiognomia de Lavater, e Darwin relatou em sua autobiografia que foi quase "rejeitado, por causa do formato do meu nariz! Ele era um discípulo ardente de Lavater e estava convencido de que podia julgar o caráter de um homem pelo contorno de seus traços; e duvidava que alguém com meu nariz pudesse ter energia e determinação suficientes para a viagem".

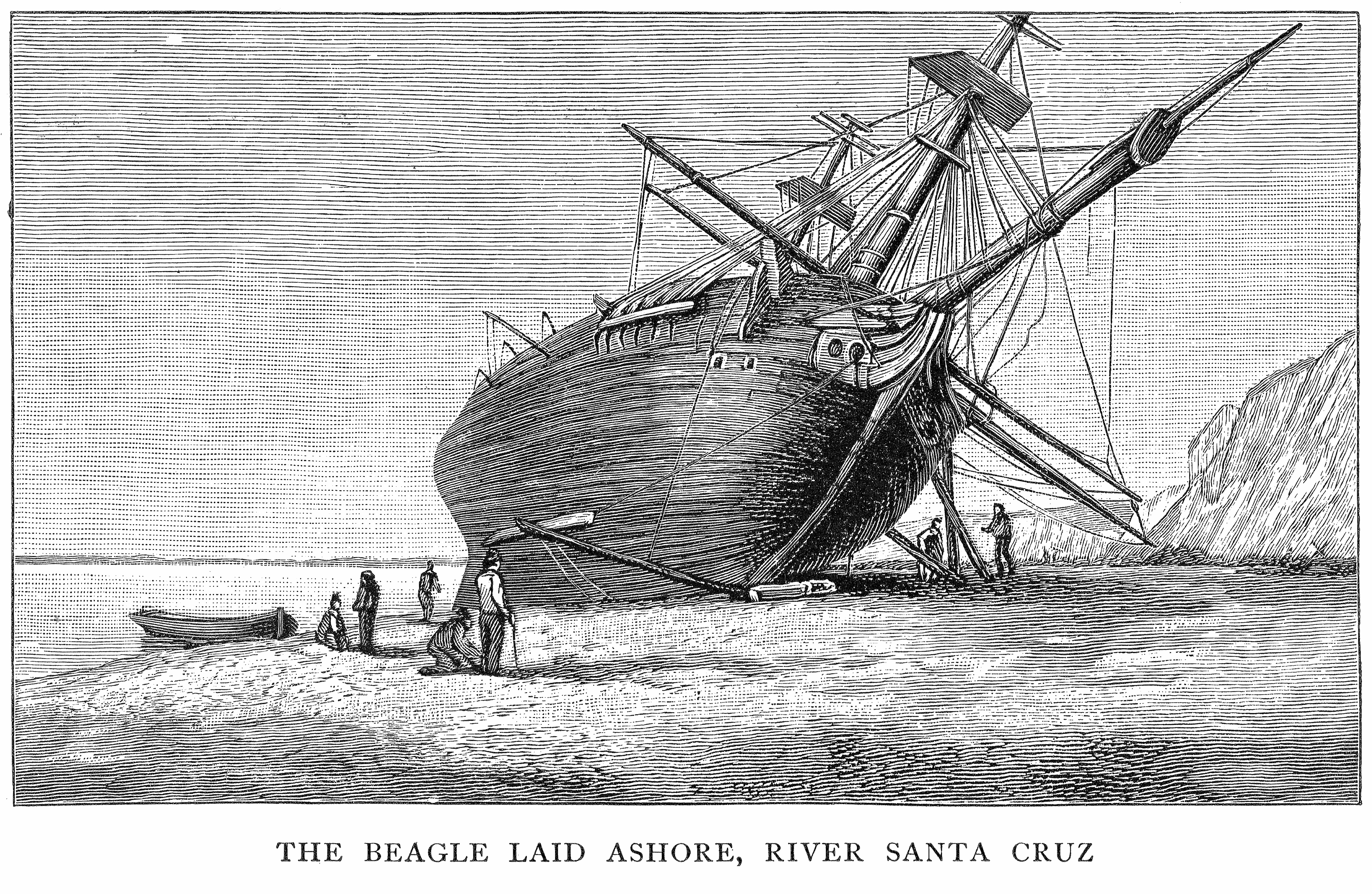
O Beagle Encostado pelo rio Santa Cruz na Argentina, desenhado por Conrad Martens (1834), e gravado por Thomas Landseer (1838)

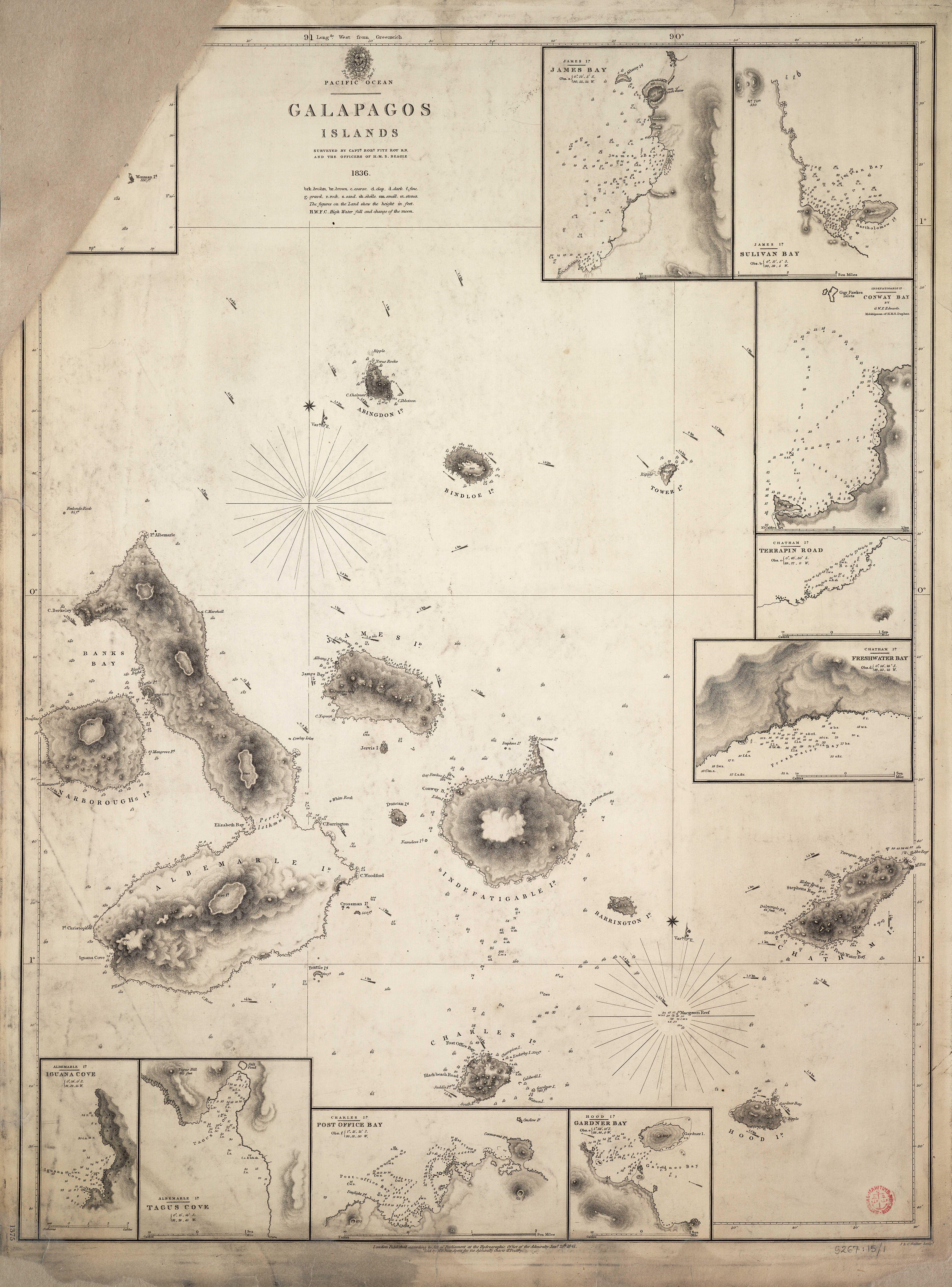
Carta do Almirantado das Ilhas Galápagos, uma das cartas resultantes dos levantamentos hidrográficos de Fitzroy

O Beagle estava originalmente programado para partir em 24 de outubro de 1831, mas devido a atrasos em seus preparativos, a partida foi adiada para dezembro. Partindo para o que se tornaria uma expedição científica inovadora, ele partiu de Devonport em 10 de dezembro. Devido ao mau tempo, sua primeira parada foi apenas algumas milhas à frente, em Barn Pool, no lado oeste de Plymouth Sound. O Beagle levantou âncora de Barn Pool em 27 de dezembro, passando pela cidade próxima de Plymouth. Após completar extensos levantamentos na América do Sul, ele retornou via Nova Zelândia, Sydney, Hobart Town (6 de fevereiro de 1836), para Falmouth, Inglaterra, em 2 de outubro de 1836.
Darwin mantivera um diário de suas experiências e combinou isso com detalhes de suas notas científicas no livro intitulado Diário e Observações, publicado em 1839 como o terceiro volume do relato oficial da expedição. Este diário de viagem e científico foi amplamente popular e foi reimpresso muitas vezes com vários títulos e uma segunda edição revisada, tornando-se conhecido como A Viagem do Beagle.

## Terceira viagem (1837–1843)

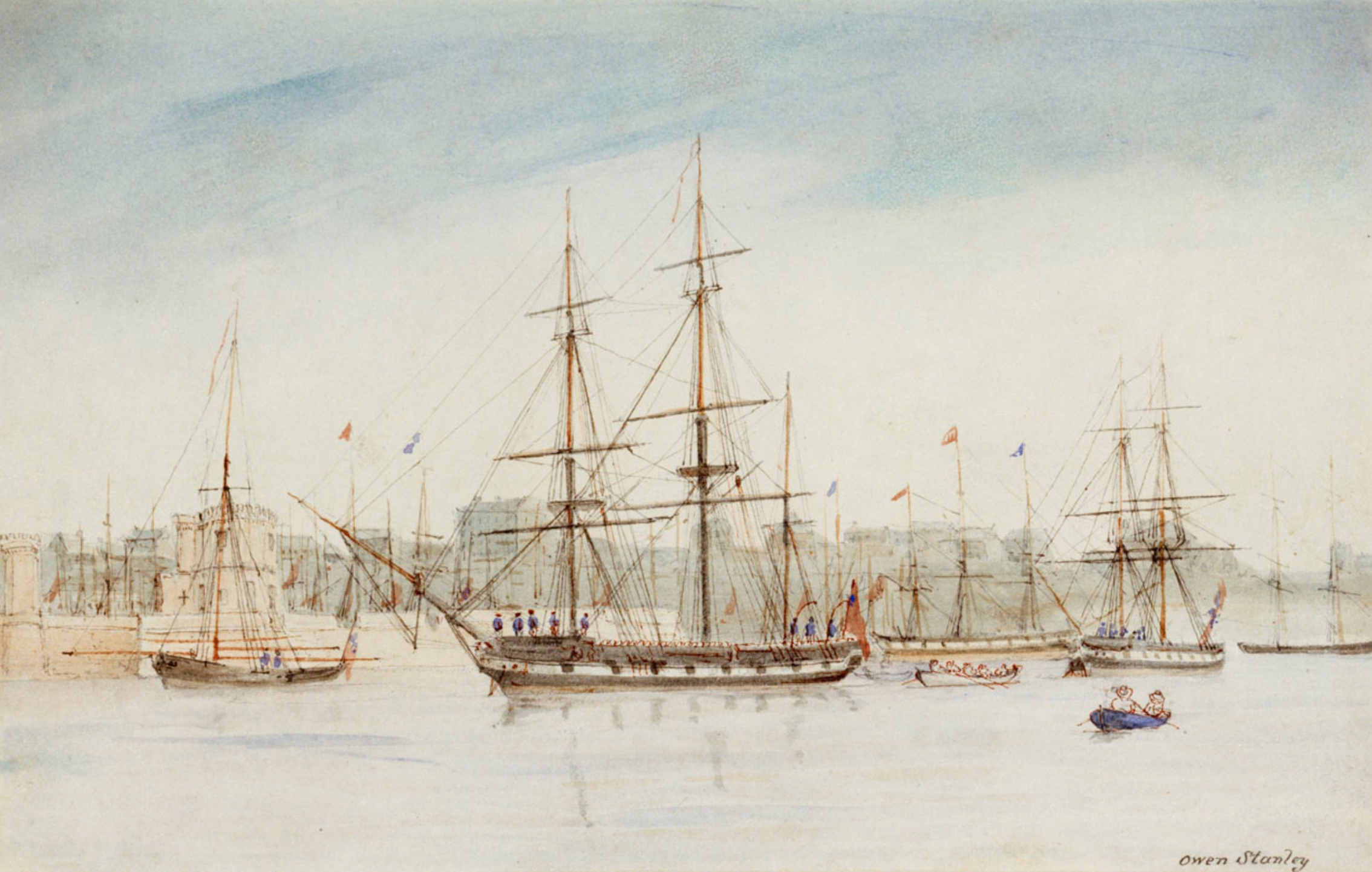
Em 1837, o HMS Beagle partiu para um levantamento da Austrália, e é mostrado aqui em uma aquarela de 1841 pelo capitão Owen Stanley do navio irmão do Beagle, o HMS Britomart.

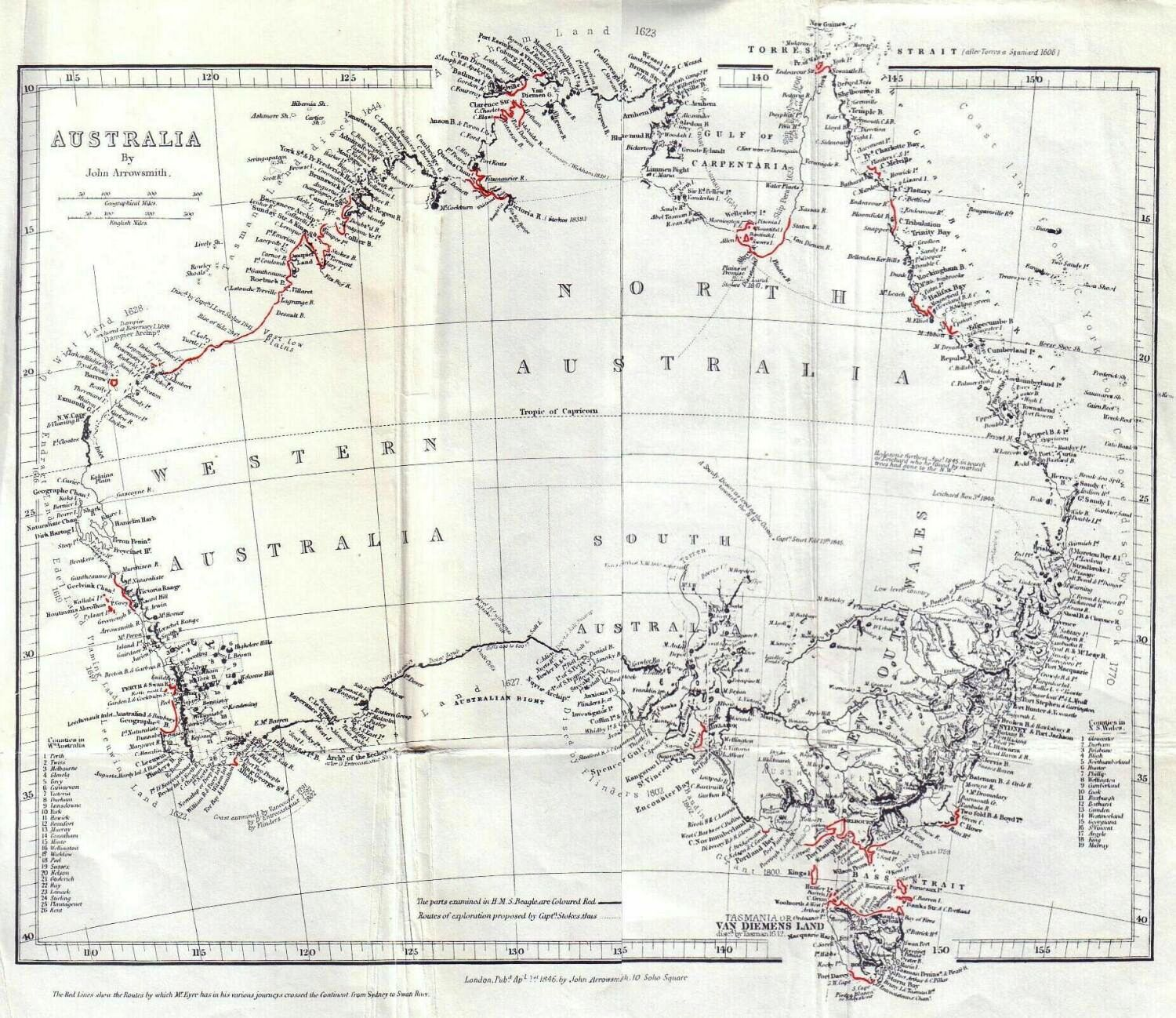
Carta Geral da Austrália de 1846, mostrando costas examinadas pelo HMS Beagle durante a terceira viagem em vermelho, de Descobrimentos na Austrália de John Lort Stokes

Nos seis meses após o retorno da segunda viagem, alguns reparos leves foram feitos, e o Beagle foi comissionado para levantar grandes partes da costa da Austrália sob o comando do comandante John Clements Wickham, que havia sido tenente na segunda viagem, com o assistente de levantamento tenente John Lort Stokes, que havia sido aspirante na primeira viagem do Beagle, depois imediato e assistente de levantamento na segunda viagem (sem parentesco com Pringle Stokes). Eles deixaram Woolwich em 9 de junho de 1837, rebocados pelo navio a vapor HM Boxer, e após chegar a Plymouth, passaram o resto do mês ajustando seus instrumentos. Eles partiram de Plymouth Sound na manhã de 5 de julho de 1837 e navegaram para o sul com paradas para observações em Tenerife, Bahia e Cidade do Cabo.
Eles chegaram ao Rio Swan (moderno Perth, Austrália Ocidental) em 15 de novembro de 1837. Seu levantamento começou com a costa oeste entre lá e o Rio Fitzroy, Austrália Ocidental, depois levantou ambas as margens do Estreito de Bass no canto sudeste do continente. Para auxiliar o Beagle em suas operações de levantamento no Estreito de Bass, o cúter colonial Vansittart, da Terra de Van Diemen, foi emprestado por Sir John Franklin, vice-governador da Terra de Van Diemen, e colocado sob o comando do Sr. Charles Codrington Forsyth, o primeiro imediato, assistido pelo Sr. Pasco, outro de seus imediatos. Em maio de 1839, eles navegaram para o norte para levantar as margens do Mar de Arafura em frente a Timor. Quando Wickham adoeceu e renunciou, o comando foi assumido em março de 1841 pelo tenente John Lort Stokes, que continuou o levantamento. A terceira viagem foi concluída em 1843.
A exploração do Golfo de Carpentária revelou dois grandes rios, o Rio Albert e o Rio Flinders.
Numerosos lugares ao longo da costa foram nomeados por Wickham e posteriormente por Stokes quando ele se tornou capitão, muitas vezes homenageando pessoas eminentes ou membros da tripulação. Em 9 de outubro de 1839, Wickham nomeou Port Darwin, que foi avistado pela primeira vez por Stokes, em homenagem a seu ex-companheiro de navio Charles Darwin. Eles foram lembrados dele (e de sua "geologização") pela descoberta ali de um novo arenito de grão fino. Um assentamento ali tornou-se a cidade de Palmerston em 1869 e foi renomeado Darwin em 1911 (não deve ser confundido com a atual cidade de Palmerston perto de Darwin).
Durante esse levantamento, o Golfo Beagle foi nomeado em homenagem ao navio.
Nicotiana benthamiana, uma espécie de tabaco usada a partir dos anos 1990 como plataforma para a produção de proteínas farmacêuticas recombinantes, foi coletada pela primeira vez para estudo científico na costa norte da Austrália por Benjamin Bynoe durante esta viagem.

## Anos finais
Em 1845, o Beagle foi reformado como um navio estático de vigilância da Guarda Costeira de Sua Majestade, como muitos navios de vigilância semelhantes estacionados em rios e portos em toda a nação. Ele foi transferido para HM Customs and Excise para controlar o contrabando na costa de Essex nas vias navegáveis além da margem norte do Estuário do Tâmisa. Ele foi ancorado no meio do rio no Rio Roach, que faz parte de um extenso labirinto de vias navegáveis e pântanos conhecido como Sistema de Rios Crouch e Roach, localizado ao redor e ao sul e oeste de Burnham-on-Crouch. Esta grande área marítima tem uma linha costeira de maré de 243 km (151 mi), parte dos 565 km (351 mi) de costa de Essex – a maior costa do Reino Unido. Em 1851, empresas e comerciantes de ostras que cultivavam e colhiam a ostra "Walflete" ou "Walfleet" Ostrea edulis pediram que o navio de vigilância da Alfândega e Impostos WV-7 (ex-HMS Beagle) fosse removido, pois estava obstruindo o rio e seus criadouros de ostras. Na Lista da Marinha de 1851, datada de 25 de maio, ele foi renomeado como Southend "W.V. No. 7" em Paglesham. Em 1870, ele foi vendido para "Messrs Murray and Trainer" para ser desmontado.

## Possível local de descanso
Investigações iniciadas em 2000 por uma equipe liderada por Robert Prescott da Universidade de St Andrews encontraram documentos confirmando que "W.V. 7" era o Beagle e observaram um navio correspondente ao seu tamanho mostrado no meio do Rio Roach (em Paglesham Reach) no gráfico de levantamento hidrográfico de 1847. Um gráfico posterior mostrou uma reentrância próxima à margem norte de Paglesham Reach perto do Eastend Wharf e perto da Waterside Farm. Isso poderia ter sido uma doca para W.V. 7 – Beagle. Investigações no local encontraram uma área de terreno pantanoso com cerca de 15 pés (4,6 m) de profundidade na margem do rio, a cerca de 150 metros (490 pés) a oeste do barracão. Essa descoberta correspondeu à posição no gráfico, e muitos fragmentos de cerâmica do período correto foram encontrados na mesma área.

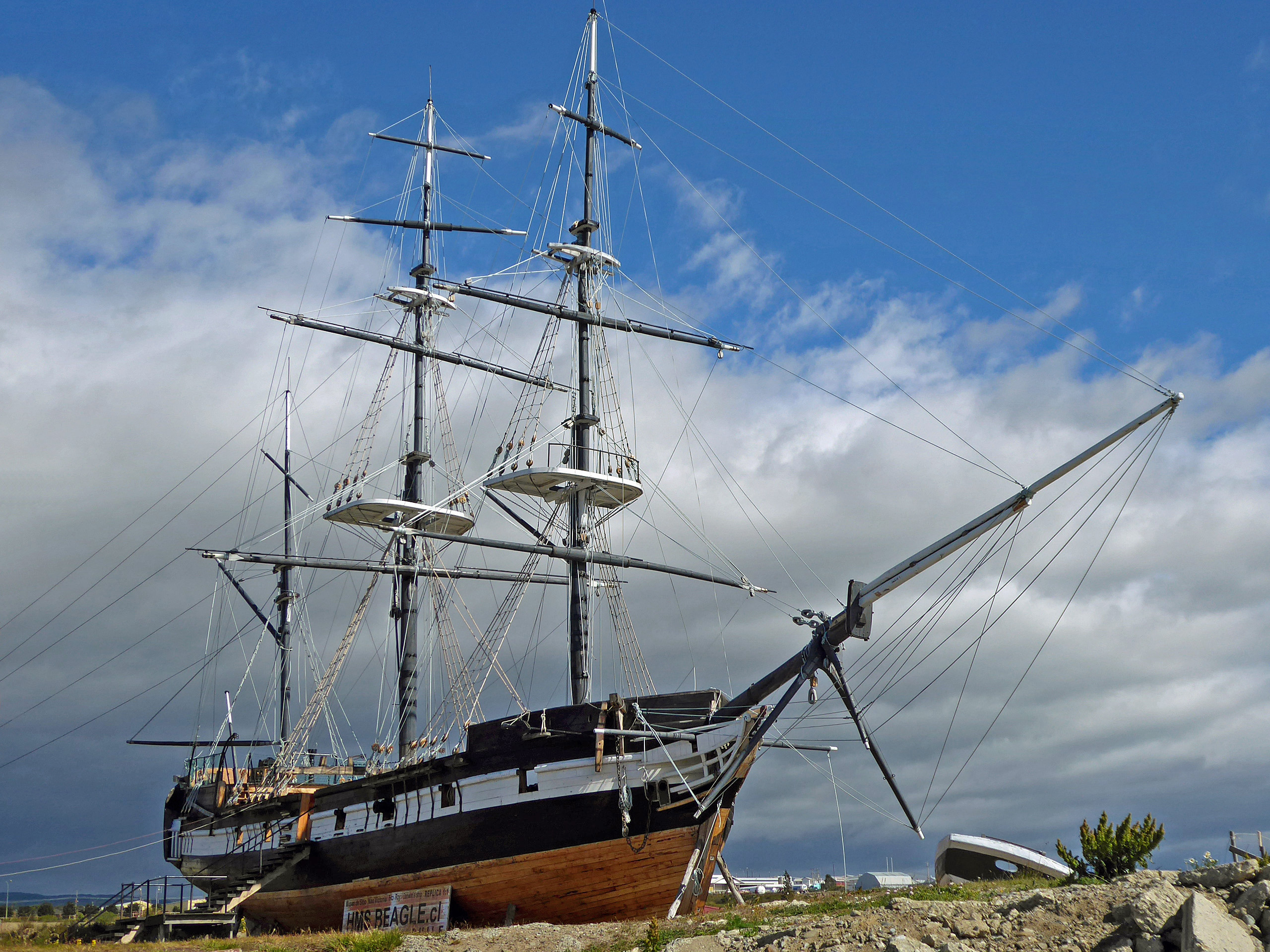
Réplica em escala 1:1 do HMS Beagle, Museu Nao Victoria, Punta Arenas, Chile, 2018

Levantamentos em novembro de 2003 mostraram que há restos de material substancial dentro da doca que podem ser partes do próprio navio. Uma âncora antiga do padrão de 1841 foi escavada. Também foi descoberto que o censo de 1871 registrou uma nova casa de fazenda em nome de William Murray e Thomas Rainer, levando à especulação de que eles eram os compradores de 1870 do navio, "Messrs Murray and Trainer". A casa de fazenda foi demolida na década de 1940, mas um barracão próximo incorporava madeiras correspondentes a joelhos usados no Beagle. Mais duas âncoras grandes semelhantes àquela escavada do local atual do navio são conhecidas por terem sido encontradas em vilarejos vizinhos. Acredita-se que o navio carregava quatro âncoras.
Suas investigações foram apresentadas em um programa de televisão da BBC que mostrou como cada navio de vigilância acomodaria sete oficiais da guarda costeira, trazidos de outras áreas para minimizar conluio com os locais. Cada oficial tinha cerca de três cômodos para abrigar sua família, formando uma pequena comunidade. Eles usariam pequenos barcos para interceptar contrabandistas, e os investigadores encontraram uma calçada dando acesso na maré baixa através da lama macia da margem do rio. Aparentemente, a próxima estação da guarda costeira era o Kangaroo, um navio irmão do Beagle.